# U.S. Navy Fighters
U.S. Navy Fighters ([ˌjuː ˈes ˈneɪvi faɪtə(r)z]; USNF) je bojový letecký simulátor pro osobní počítače z podzimu 1994, vyvinutý a vydaný na CD-ROM korporací Electronic Arts. Následujícího léta táž společnost vypustila rozšíření jménem Marine Fighters ([məˈriːn ˈfaɪtə(r)z]) a krátce poté zlatou kompilaci U.S. Navy Fighters: Gold, obsahující původní hru i mariňácký datadisk; kompilace se stala předchůdcem série Jane's Combat Simulations. Aktualizovaná verze simulátoru pro Microsoft Windows, Jane's US Navy Fighters 97 (1996), je oficiální součástí herní série.

## Vlastnosti
Děj se odehrává během fiktivního ozbrojeného konfliktu mezi Ruskou federací a ukrajinsko-americkou koalicí. USNF simuluje letadla F/A-18 Hornet, F-104N Starfighter, Su-33 Flanker-D, F-14B Tomcat, F-22 Raptor a A-7E Corsair II; nabízí půl sta misí; Marine Fighters pak přidávají jednu kampaň a stroje AV-8B Harrier II, FRS. Mk.2 Sea Harrier, Jak-141 Freestyle a AC-130 Spectre. Hra je ozvučená a pracuje v těchto režimech: mód 13h, VGA, SVGA a XGA, vše ve 256 barvách.

## Přijetí
| Udělil          | Skóre |
| --------------- | ----- |
| Next Generation | [ 1 ] |
| CD Player       | 8/10  |

- PC Gamer roč. 2, čís. 2 (únor 1995)
- Score č. 13 (leden 1995): 89 % (USNF)[2]
- Computer Gaming World (únor 1995)
- PC Gamer (únor 1995)
- PC Games (leden 1995)
- Score č. 22 (říjen 1995) 9/10 (Marine Fighters)[3]